# Айзексон, Роберт

Роберт Айзексон владел картиной Жана-Леона Жерома «Стена Соломона, Иерусалим (Стена Плача)» в течение двух десятилетий; холст, написанный примерно в 1875 году, был продан на аукционе Christie’s в мае 1999 года за 2312500 долларов, что стало рекордной на тот момент ценой для творений художника.

Роберт Айзексон (англ. Robert Isaacson, 1 сентября 1927 — 5 ноября 1998) — американский искусствовед и коллекционер, названный «Беренсоном академических исследований девятнадцатого века».

## Ранние годы
Личное состояние Айзексона, единственного ребёнка в семье, было получено от его бабушки по материнской линии, семья которой добилась успеха в торговле мехом; Айзексон проводил начало лета в окружении тётушек, дядей и семейных слуг в богато украшенном особняке своей бабушки в Левенуэрте, штат Канзас. Несмотря на очевидную неспособность к чтению, Айзексон был музыкально одарён; ему разрешили одному в шестнадцать лет переехать из Сент-Луиса в Нью-Йорк, чтобы изучать игру на клавесине, хотя его единственным последующим образованием в любом организованном смысле было лето в колледже Блэк-Маунтин.
Айзексон провёл несколько лет в послевоенных Риме, Флоренции и Венеции, исследуя церкви и музеи, развивая потрясающее и глубоко интуитивное понимание живописи, рисунка и эволюции художественного темперамента. В Риме в начале 1950-х годов Айзексон встречался с поэтом Джеймсом Мерриллом, который откровенно писал об их отношениях в своих мемуарах 1993 года «Другой человек». Они вместе посетили Стамбул — этот визит стал определяющим опытом в карьере Меррилла — и двое мужчин оставались близкими друзьями до смерти поэта в 1995 году.

## Карьера
По возвращении в Нью-Йорк Айзексон почти случайно стал арт-дилером, взяв на себя галерею Эдвина Хьюитта по просьбе общего друга Линкольна Кирстейна. Хотя галерея Роберта Айзексона, расположенная по адресу 22 East 66th Street, представляла поместье Эли Надельмана и хранила произведения художников-магических реалистов (в том числе его любимца Джорджа Тукера), растущий интерес и увлечение Айзексона академической живописью XIX века, крайне немодное занятие в 1950-е годы, со временем сделали его образцом учёного торговца: его мнения и почти энциклопедические знания в некогда малоизвестной области стали востребованы ещё долгое время после того, как Галерея Роберта Айзексона закрыла свои двери (около 1970 года), и Айзексон полностью посвятил себя кураторству и коллекционированию. Айзексон сыграл важную роль в восстановлении репутации Лоуренса Альма-Тадемы, Шарля Барга, Вильяма-Адольфа Бугро, Томаса Дьюинга, Жана-Леона Жерома, Альберта Джозефа Мура, Михая Мункачи, Гастона Ла Туш и других.
В соответствии с завещанием Айзексона, тринадцать важных картин из его коллекции (в том числе пять Жана-Леона Жерома) были проданы на аукционе Кристис 6 мая 1999 года в пользу благотворительного фонда. Записи галереи Роберта Айзексона (1952–67), галереи Хьюитт, Durlacher Bros., а также соответствующие деловые и выставочные документы находятся на хранении в Смитсоновском институте.